# ヨハン・アドルフ (シュレースヴィヒ＝ホルシュタイン＝ゾンダーブルク＝ノルブルク公)
ヨハン・アドルフ（Johann Adolf von Schleswig-Holstein-Sonderburg-Norburg, 1576年9月17日 スナボー（ゾンダーブルク） - 1624年2月21日 ノアボー（ノルブルク））は、シュレースヴィヒ＝ホルシュタイン＝ゾンダーブルク＝ノルブルク家の初代公爵。ゾンダーブルク家の一員で、アルス島北部の所領ノアボー（ノルブルク）を相続し、名字の地とした。

## 生涯
ゾンダーブルク一族の始祖ハンス若公と、その最初の妻でブラウンシュヴァイク＝グルベンハーゲン公エルンスト3世の娘であるエリーザベトの間の第7子・五男。生地ゾンダーブルク（スナボー）城）で家庭教師による教育を受けた後、1593年より母方の大叔父であるブラウンシュヴァイク＝グルベンハーゲン公フィリップ2世の宮廷のあるカトレンブルク城およびヘルツベルク城に引き取られる。
1596年大叔父が死ぬとスナボーに戻り、同年8月にコペンハーゲンで挙行された従兄のデンマーク王クリスチャン4世の戴冠式に父や継母のアグネスとともに出席した。翌1597年、ハンブルクの法律家ベルンハルト・テッゲを同伴者にドイツ・イタリア・シチリア島・マルタ島を巡るグランドツアーに赴く。主としてヴェローナ、ローマの両市に長期滞在した。1599年、今度はデンマーク人青年貴族ハインリヒ・ランゲ（Heinrich Lange）を同伴者としてオランダ、イングランド、フランスを巡る2度目のグランドツアーに赴いた。
1600年、軍事指揮官としての技能を学ぶようにとの父ハンス若公の命令を受け、八十年戦争の指導者オラニエ公マウリッツの許に派遣される。オラニエ公の下でニーウポールトの戦いやオーステンデ包囲戦での戦闘に参加した。同年後半はノルウェー・スウェーデン・リヴォニアを旅行し、ちょうど始まったばかりスウェーデン・ポーランド戦争にスウェーデン軍所属で参加している。1601年スウェーデン軍の陸軍大佐となり、同国がポーランドから奪い取ったリヴォニアの占領地の長官（総督）に任じられた。
1602年、自ら願い出てスウェーデン軍を除隊し、1603年皇帝（ハプスブルク帝国）軍に入って陸軍少将の肩書をもらい、マクシミリアン・マティアス両大公の下で、ハンガリーを戦場とする長期トルコ戦争に参加した。
1604年には北ドイツに戻って諸邦の宮廷を訪れた。1604年3月5日ロイツ城で、ポンメルン＝ヴォルガスト公エルンスト・ルートヴィヒの娘ヘートヴィヒ・マリア（1579年 - 1606年）と婚約するが、彼女とは婚礼に至らないまま1606年4月16日に死別する。
1622年父の死去で兄弟と所領を分割相続し、ノルブルク（ノアボー）城一帯の所領を割り当てられ、ノルブルク公を称した。2年後の1624年に死去、遺骸は同年5月5日にゾンダーブルク城内教会の霊廟に安置された。1622年の分割相続で存命中の兄弟6人中唯一所領の割り当てのなかった5歳下の弟フリードリヒが所領の相続者となった。

## 引用・脚注
1. ↑  Scandinavians in Italy (Memento vom 19. 7月 2007 im Internet Archive) auf den Seiten der Accademia di Danimarca (hier als Hans Adolf bezeichnet).